# Across the Universe (filme)
Across the Universe é uma produção americana de 2007 dirigida por Julie Taymor, de Frida. O filme retrata os anos 1960, com suas lutas, guerras e paixões, ambientando toda uma época através da obra dos Beatles. O elenco tem jovens talentos que interpretam e cantam, como o inglês Jim Sturgess, a americana Evan Rachel Wood e o também inglês Joe Anderson. O filme também conta com algumas participações especiais de Bono do U2, Joe Cocker e Salma Hayek.

## Sinopse
O filme começa em Liverpool, de onde o inglês Jude decide partir para os Estados Unidos em busca de seu pai. Lá ele conhece Max, um estudante rebelde. Torna-se seu amigo e se apaixona pela irmã de Max, Lucy. Esta por sua vez, acaba se envolvendo com emergentes movimentos de contracultura, da psicodelia aos protestos contra a Guerra do Vietnã. Em meio às turbulências da época, Jude e Lucy vão passar por situações que colocam sua paixão em choque.[carece de fontes?]

## Elenco
- Evan Rachel Wood… Lucy Carrigan
- Jim Sturgess… Jude Feeny
- Joe Anderson… Maxwell "Max" Carrigan
- Dana Fuchs… Sadie
- Martin Luther McCoy… Jojo
- T. V. Carpio… Prudence
- Bono… Dr. Robert
- Eddie Izzard… Mr. Kite
- Salma Hayek… Enfermeira
- Joe Cocker… Cafetão/Mendigo/Hippie
- Robert Clohessy… Wes Huber
- Linda Emond… Mrs. Carrigan
- Logan Marshall-Green… Paco
- Harry J. Lennix… Sargento
- James Urbaniak… Agente de Sadie
- Spencer Liff… Daniel

## Recepção
Com base de 29 avaliações profissionais, alcançou uma pontuação de 56% no Metacritic.

## Trilha sonora
A trilha sonora do filme é quase totalmente formada por clássicos musicais já interpretados pela banda inglesa The Beatles:
- Girl (John Lennon/Paul McCartney) - interpretada por Jim Sturgess
- Helter Skelter (Lennon/McCartney) - interpretada por Dana Fuchs
- Hold Me Tight (Lennon/McCartney) - interpretada por Jim Sturgess, Evan Rachel Wood, Lisa Hogg
- All My Loving (Lennon/McCartney) - interpretada por Jim Sturgess
- I Want To Hold Your Hand (Lennon/McCartney) - interpretada por TV Carpio
- With A Little Help From My Friends (Lennon/McCartney) - interpretada por Joe Anderson, Jim Sturgess & Dorm Buddies
- It Won't Be Long (Lennon/McCartney) - interpretada por Evan Rachel Wood
- I've Just Seen A Face (Lennon/McCartney) - interpretada por Jim Sturgess
- Let It Be (Lennon/McCartney) - interpretada por Carol Woods, Timothy T. Mitchum
- Come Together (Lennon/McCartney) - interpretada por Joe Cocker e Martin Luther
- Why Don't We Do It in the Road? (Lennon/McCartney) - interpretada por Dana Fuchs
- If I Fell (Lennon/McCartney) - interpretada por Evan Rachel Wood
- I Want You (She's So Heavy) (Lennon/McCartney) - interpretada por Joe Anderson
- Dear Prudence (Lennon/McCartney) - interpretada por Dana Fuchs, Jim Sturgess, Joe Anderson, Evan Rachel Wood e TV Carpio
- Flying (Lennon/McCartney) - interpretada por The Secret Machines
- Blue Jay Way (George Harrison) - interpretada por The Secret Machines
- I Am The Walrus (Lennon/McCartney) - interpretada por Bono
- Being for the Benefit of Mr. Kite! (Lennon/McCartney) - interpretada por Eddie Izzard
- Because (Lennon/McCartney) - interpretada por Evan Rachel Wood, Jim Sturgess, Joe Anderson, Dana Fuchs, TV Carpio e Martin Luther
- Something (George Harrison) - interpretada por Jim Sturgess
- Oh! Darling (Lennon/McCartney) - interpretada por Dana Fuchs e Martin Luther
- Strawberry Fields Forever (Lennon/McCartney) - interpretada por Jim Sturgess e Joe Anderson
- Revolution (Lennon/McCartney) - interpretada por Jim Sturgess
- While My Guitar Gently Weeps (George Harrison) - interpretada por Martin Luther e Jim Sturgess
- Across The Universe (Lennon/McCartney) - interpretada por Jim Sturgess
- Happiness Is a Warm Gun (Lennon/McCartney) - interpretada por Joe Anderson
- A Day in the Life - (Instrumental) (Lennon/McCartney) interpretada por Jeff Beck
- Blackbird (Lennon/McCartney) - interpretada por Evan Rachel Wood
- Hey Jude (Lennon/McCartney) - interpretada por Joe Anderson
- Don't Let Me Down (Lennon/McCartney) - interpretada por Dana Fuchs e Martin Luther
- All You Need Is Love (Lennon/McCartney) - interpretada por Jim Sturgess, Dana Fuchs, TV Carpio e Joe Anderson
- Lucy In The Sky With Diamonds (Lennon/McCartney) - interpretada por Bono
- And I Love Her (Lennon/McCartney) - (Cena Excluída)

Nos EUA a trilha sonora do filme foi lançada em três versões, a primeira com 16 canções, uma segunda com 29 canções, e a última, com 31 (as duas músicas incluídas são "I Want You (She's So Heavy)" and "Why Don't We Do It In The Road?"), foi disponibilizada apenas em lojas específicas ou para download no iTunes.